# Eupithecia orphnata
Eupithecia orphnata is een nachtvlinder uit de familie van de spanners (Geometridae).
De spanwijdte van deze vlinder is 17 tot 21 millimeter. De grondkleur is donkergrijs of bruingrijs met nog iets donkerder dwarslijnen. De vleugels hebben duidelijke middenstippen.
De soort gebruikt allerlei lage planten als waardplanten en is dus polyfaag. De rups is te vinden in juli en augustus. De soort vliegt in een jaarlijkse generatie van halverwege juni tot halverwege juli. De pop overwintert.
De soort komt voor in het noorden van Europa tot Centraal-Azië. Niet in Nederland en België.